# Chircales
Chircales es un documental colombiano realizado entre los años 1966 a 1972 por Marta Rodríguez y Jorge Silva tras una investigación de varios años. La pareja de realizadores trabajarían en otros proyectos cinematográficos dentro de los que se destacan Campesinos (1975), La voz de los sobrevivientes (1980), Nuestra voz de tierra, memoria y futuro (1981) y Amor mujeres y flores (1988). Los documentalistas se preocuparon por realizar profundas investigaciones de las comunidades que documentaban.

## Sinopsis
El documental muestra la vida cotidiana de una familia en los chircales de valle del río Tunjuelo, al sur de Bogotá, que se dedican a la elaboración artesanal de ladrillos. El filme destaca las condiciones religiosas, políticas y sociales de los fabricantes de ladrillos mostrando la explotación de la que eran objeto por parte de terratenientes y la permisividad de los explotados debido a su condición social y cultural. Como en sus demás producciones, los documentalistas se preocuparon por hacer un acercamiento a la comunidad y conocerla a fondo siendo la misma comunidad la primera en conocer el producto final y discutir al respecto.

## Reconocimientos
La película ganó en 1972 el Golden Dove (Paloma de oro) en el Festival de cine documental de Leipzig, y en 1973 ganó el Grand Prix (Gran premio) en el festival internacional de cine de Tampere.